# 제11회 미국 감독 조합상
제11회 미국 감독 조합상은 1958년 뛰어난 활동을 보인 영화 감독을 기리기 위해 1959년 2월에 열린 시상식이다. Beverly Hilton Hotel에서 개최되었다.

## 수상 및 후보

### 감독상(영화부문)
- 지지 - 빈센트 미넬리 수상

### 공로상
- 프랑크 카프라 수상

### 명예상
- 조지 시드니 수상